# Yaonáhuac (kommun)
Yaonáhuac är en kommun i Mexiko.   Den ligger i delstaten Puebla, i den sydöstra delen av landet, 180 km öster om huvudstaden Mexico City.
Följande samhällen finns i Yaonáhuac:
- Yaonáhuac
- Tatempan
- Ahuata
- Tepantiloyan
- Contzitzintán
- Atemeya
- Teteltipan
- Talcozamán
- Ocotepec
- Mazatonal